# 晚安，布布
《晚安，布布》（おやすみプンプン）是淺野一二O的漫画作品。该作自2007年开始，于《週刊Young Sunday》连载，该杂志2008年休刊之后改于《Big Comic Spirits》連載，並在2013年11月2日发售的第49号刊上迎来了最终回，單行本最终13卷也于2013年12月27日发售。台灣代理出版社東販也於2016年3月18日出版至最終13卷。
《晚安，布布》描寫了一位小男孩的波折人生與煩惱，可以在一些角色上見到人生哲思與心理描寫的細膩。布布一家的人，在漫畫中都被描繪成具有樸拙簡約線條的、類似鳥的形象（以鳥嘴為一特點）。因而從其他人物夾雜中，具有高辨識性。但是，布布一家並不是完全都只有以手繪鳥形呈現，在少數幾個畫面裡，會「現形」出人類的樣子呈現真實感、或區別出人物不同狀態的心境。

## 角色

### 主要角色
布山 布布 → 小野寺 布布
本作品的第一人稱視角。沒有特別突出，滿懷困擾憂煩的男性。很孤獨的一個人。
神明
經常以一顆男性的頭的樣子出現。會與布布對話、偶爾有表情變化。
田中 愛子
布布「命中注定的」那一位。在她剛轉學來班上、在講台上自我介紹的時候，布布就喜歡上她了。與母親同住，小學時期有過搬家經驗。夢想未來能當演員、歌手或模特兒。小學時被布布爽約。此後，布布因此而一直懷著這個歉疚的疙瘩。因為母親受傷，被迫代替她去做微薄薪水的工作。
後來在汽車駕訓班再次遇見了布布。因為一次回家的意外，開啟了和布布一起去遠方的路程。
南条 幸
蟹江美雪的閨密。因為蟹江梓帶布布去參觀她姊姊美雪和幸合開的畫展，布布偶然受一幅「天之川」畫作感動、落淚，被南条幸看到、到旁攀談，進而讓布布在留言本寫些什麼，而開啟了往後羈絆的契機。
先是在補習班工作，後來轉專職在家創作漫畫。是個很有自我意志的人。故事中並沒有與布布正式交往，兩人之間是種微妙的關係。在布布失蹤沒了音訊後，毅然決然啟程去找那些可能知道他下落的人。過程中因此而更認識了不同面向的布布。
布布的媽媽
在布布的爸爸離開後，長期假裝他的爸爸寫信給兒子布布。內容千篇一律的關於巨人隊和天氣。意外突然檢查出癌症。在布布的高校時期過世。
布布的爸爸
因為拒絕單身赴任，而被開除。喜歡看棒球。
離開布布母子後，到福島縣的一間老人之家工作。
小野寺 雄一
布布的舅舅。在布布爸爸離開後，來到這個家照顧布布。
在與翠交往後的某天，失蹤了好一段時間。在回來後，懷抱著能被翠殺死的願望下活下去。與翠結婚，並產下一名兒子（取名 小野寺 蒼空）。
大隈 翠 → 小野寺 翠
最初是布布媽媽住院時，照顧她的護士。後來在她打工的咖啡廳遇到上門的雄一。雄一抗拒翠向他做的拉近彼此距離的努力，在她要求給出原因下，娓娓道來過去在陶藝教室的那段創傷。交往後與雄一、布布、布布媽媽同住。之後並一起搬家。後來頂下原本打工的咖啡廳成為老闆娘。在布布搬出去住後，主動買手機給他。

### 其他角色
太田 美代
只有在第一話出場。轉學前是布布班上的偶像，只有和布布講過一句話。
晴見 俊太郎
小學時期布布朋友圈一員。要轉學前夕，將自己的六段變速送給了布布、將PS的遙控器送給了小松。高中時發生車禍，在醫院裡遇到在住院的布布媽媽。長大當了小學老師，即使無法和虧欠的前女友走到最後、目前的感情有些困難，也鼓勵自己和孩子們堅強。
清水
名字被媽媽稱為「小高」。幼稚園時喪母，直到大學依然有出門時向房間內的一隻手揮手說掰掰的習慣。大便神是一位只有清水才看得到的神。總是乘載在一個幽浮樣的飛行物中。幾乎總是和阿關作伙出現，不聽他的勸告，加入天馬合奏團。
關 真澄
沒有讀高中的自暴自棄少年，清水從小到大的朋友，說過願意拚命保護他。因為小學時遇到的火災而怕火，後來克服恐懼從火場中救出清水。不休假存錢度過時日，結尾和曾失意的老爸重新經營老本行。好幾年前和畫漫畫的幸說過話。
蟹江 梓
布布的高中同學。在剛開學的KTV聚會裡認識，後來約了第一次的約會（也是唯一一次）。沒有在一起。
蟹江 美雪
蟹江梓的姊姊。是南条幸的閨密好友。喜歡戴各式各樣的帽子。結婚後，仍存有被老公拋棄的擔心。
偶爾被幸拜託幫忙她的漫畫。
三村 雪之進
布布的高中同學，也和他一起打工。是布布自由打工者時期，除了南条幸外唯一的朋友。喜好肌肉訓練、並且對胸肌很自豪。很有自信與衝勁的人。後來將要與下流美結婚。
蛇塚 下流美
在三村就讀的大學販賣部工作。在布布、南条幸、蟹江美雪、社長、三村他們一起約去賞櫻的那次，初次登場。後來將要與三村結婚。
宍戸 平六
不動產公司的社長。因為租房間給布布、並主動關心他而互相認識。在商店內的一場爭執後住院，期間布布送給了他很多招財貓。出院後需要坐輪椅。
矢口
布布中學時羽球社的二年級學長，在一年級的小松入社前一直是社裡的王牌。與田中愛子交往，向布布討論煩惱。與布布立下一個賭注，因此還負傷比賽勉強自己。愛子認為學長不需要她也能過得很好，對他的志向不感興趣。
小松
布布小學時朋友圈一員。上了中學後，在羽球社表現出異常的天份與羽球單打能力。
森先生
布布小學時的班級導師。有時候會突然很激動。好像有點怪的年輕老師。
湯上
可以說是雄一唯一的朋友。是當初來處理布山爸爸官司的律師，因而和雄一認識。曾經對大隈翠有意思。
Cosmo-san （コスモさん）
「宇宙健康中心」宗教的信仰形象，沒有手和腳，以大而豐潤的嘴唇為一特色。

### 天馬合奏團
天馬
本名星川俊樹。稱呼他的團員們「十二音階的魔法戰士們」。
甜蜜美麗孤單芳心毛毛阿兄
本名 和田。
妹妹公主
本名 沼田 裕美。
屁股漢堡
守護天使雞波波雞雞
倒過來說
咆喔咆喔頻道
環保袋
白豬
乾電池多出一顆真麻煩
LOVE♡無限大

## 出版書籍
- 有「*」為限定版。

| 冊數 | 小學館         | 小學館                                                                 | 台灣東販      | 台灣東販              |
| 冊數 | 發售日期       | ISBN                                                                   | 發售日期      | ISBN                  |
| ---- | -------------- | ---------------------------------------------------------------------- | ------------- | --------------------- |
| 1    | 2007年8月3日   | ISBN 978-4-09-151218-5                                                 | 2008年2月1日  | ISBN 978-986-176554-9 |
| 2    | 2007年12月28日 | ISBN 978-4-09-151259-8 *ISBN 978-4-09-159058-9                         | 2008年5月23日 | ISBN 978-986-176622-5 |
| 3    | 2008年6月5日   | ISBN 978-4-09-151333-5 *ISBN 978-4-09-159061-9                         | 2008年8月11日 | ISBN 978-986-176687-4 |
| 4    | 2009年1月30日  | ISBN 978-4-09-151413-4                                                 | 2009年7月24日 | ISBN 978-986-176975-2 |
| 5    | 2009年6月30日  | ISBN 978-4-09-151430-1                                                 | 2010年5月20日 | ISBN 978-986-251200-5 |
| 6    | 2009年12月26日 | ISBN 978-4-09-151479-0 *ISBN 978-4-09-159069-5 *ISBN 978-4-09-159070-1 | 2010年7月20日 | ISBN 978-986-251240-1 |
| 7    | 2010年9月30日  | ISBN 978-4-09-151499-8 *ISBN 978-4-09-159028-2                         | 2011年2月20日 | ISBN 978-986-251392-7 |
| 8    | 2011年2月26日  | ISBN 978-4-09-151510-0                                                 | 2011年12月1日 | ISBN 978-986-251603-4 |
| 9    | 2011年10月28日 | ISBN 978-4-09-151529-2 *ISBN 978-4-09-159106-7                         | 2012年7月27日 | ISBN 978-986-251807-6 |
| 10   | 2012年4月27日  | ISBN 978-4-09-151537-7 *ISBN 978-4-09-159116-6                         | 2013年3月27日 | ISBN 978-986-331006-8 |
| 11   | 2012年11月30日 | ISBN 978-4-09-151543-8 *ISBN 978-4-09-159130-2                         | 2014年3月1日  | ISBN 978-986-331282-6 |
| 12   | 2013年6月28日  | ISBN 978-4-09-151549-0 *ISBN 978-4-09-159149-4                         | 2015年6月18日 | ISBN 978-986-331735-7 |
| 13   | 2013年12月27日 | ISBN 978-4-09-151555-1 *ISBN 978-4-09-159170-8                         | 2016年3月18日 | ISBN 978-986-331972-6 |

## 外部連結
- SPINET内 晚安布布 （页面存档备份，存于）